# جوزپه زانوتی
جوزپه زانوتی (انگلیسی: Giuseppe Zanotti؛ زادهٔ ۱۹۵۷) کارآفرین و طراح مد اهل ایتالیا است، که از شناخته شده‌ترین طراحان کفش، کیف و محصولات چرمی در دنیا بشمار می‌آید.